# Neomeoneurites chilensis

Neomeoneurites chilensis  (лат.) — вид двукрылых насекомых рода Neomeoneurites из семейства Carnidae. Южная Америка, Чили.

## Описание
Мелкие мухи, длина около 2 мм. Общая окраска чёрная. Первый южноамериканский представитель семейства Carnidae, ставший типовым при выделении нового рода Neomeoneurites. Второй описанный в 1994 году вид Neomeoneurites dissitus Wheeler, 1994 (Аргентина) отличается двумя парами скутеллярных щетинок. Глаза овальные. Лоб с одной передней и 3 задними орбитальными щетинками. Глаза округлые. Усики разделены вдоль средней линии широким медиальным килем. Жилки R4+5 и M1 сближаются около вершины; костальный сектор между жилками R2+3 и R4+5 длиннее, чем сектор между R4+5 и M. Стерниты 6 и 7 асимметричные, смещены в левую сторону. Вид был впервые описан в 1972 году немецким диптерологом Вилли Хеннигом (W. Hennig; 1913—1976), когда был выделен новый род Neomeoneurites Hennig, 1972. Обнаружены на зонтичных растениях Azorella (Apiaceae).